# كنغريات
الكنغريات (الاسم العلمي: Macropodidae)، هي فصيلة من ثدييات الجرابيات تتبع رتبة ثنائيات الأسنان الأمامية. وتضم أجناس الكنغر والكنغر الشجري وباديميلون (الاسم العلمي: Thylogale) والكوكا والولب. موطنهم الرئيسي في القارة الأسترالية. ولها حوالي 65 نوعاً من الثدييات. انقرضت عدة أنواع منذ أن سكن الأوروبيون قارة أستراليا. وهي حيوانات نباتية عاشببة تتغذى على الأعشاب والنباتات. ولها بنية جسدية مُتشابهة حيث في أغلب هذه الأنواع تكون الأرجل الخلفية كبيرة عادةً.